# 最終警告!たけしの本当は怖い家庭の医学
『最終警告! たけしの本当は怖い家庭の医学』（さいしゅうけいこく!たけしのほんとうはこわいかていのいがく、英称：Medical Horror Check Show）は、2004年4月13日から2009年12月15日まで朝日放送（ABC）を制作局として、テレビ朝日系列で毎週火曜日20:00 - 20:54（JST）に放送されていたメディカル・ホラー・シミュレーションバラエティ番組（字幕放送、ハイビジョン制作）である。ビートたけしの冠番組。新聞のテレビ欄では「たけしの家庭の医学」と表記されており、その「たけしの家庭の医学」シリーズの第1作。通称は「家庭の医学」。

## 番組概要
2002年12月30日と2003年12月29日にそれぞれ特番として放送されたものが好評だったため、2004年4月13日よりレギュラー番組としてスタート。この枠でのたけしの冠番組の放送は『たけし・所のWA風がきた!』以来2年ぶりとなった。
2009年12月15日に放送された「家でデキる人間ドック名医が無料診断2009」をもって6年間の歴史に幕を下ろした。2010年1月12日からは引き続きたけしが司会を務める『たけしの健康エンターテインメント!みんなの家庭の医学』がスタートした（初回は3時間スペシャル）。
最高視聴率は2006年6月13日放送の20.8%（ビデオリサーチ調べ、関東地区・世帯・リアルタイム）
キャッチコピーは「そのまま放って置くと、大変なことになりますよ」。また、番組ロゴの下記には「Medical Horror Check Show」と書かれている。

## 出演者
- プラックホスピタル・院長（司会）：ビートたけし（テロップ名義は「たけし院長」）
- アシスタント：渡辺真理（2004年のレギュラー化から出演）
  - 近藤サト（2002年、2003年のスペシャルのみ出演）
- ナレーター：来宮良子

## オープニング
- まず、ゲスト患者の紹介と症例VTRに関する3つの症状の質問がある。開始当初はサイレンを鳴らしながらブラックホスピタルに向かうCGとゲスト患者の内2人の事前コメントを放送していた（質問は2006年6月より放送されている）。
- 番組の舞台となる「ブラックホスピタル」は普段外装がOPに登場するのみだが、たまにメディカル・ホラー・チェックで内部に入ることもあり、OPの質問に登場する看護師の他、2体の看護師や医師がいずれもCGで登場する。
- 2007年以降は特定の医者や病院を取り上げ、治療法に重点を置いて紹介する企画がスタート（多くは2時間もしくは3時間スペシャルで放送）。オープニングでも通常の「ブラックホスピタル」ではなく「ホワイトホスピタル」と称した明るい外装の病院が登場し、スタジオ内も白を基調としたセットが用いられる（番組内でCGで登場する医師は「ブラックホスピタル』と同じ）。

## 症例VTR
- 放置しておくと恐ろしい結果になりかねない病気を、実際の症例を元に構成されたVTRにより紹介していく。
- 症例の初期症状は発熱、鼻づまり、倦怠感、背中の痛みなど日常でもありがちなものが多い（稀に大きくなるホクロなど「よくわからない」もの）。ありがちなので、また痛み等はないので大したことはないだろうと放置、あるいは一応受診したものの似たような別の病気と判断された……と思い特に措置をしないでいると病巣は影で進行していて、ついに卒倒や激痛が走るなどの重大な事態（番組では「最終警告」と呼称）に至り、救急車で病院に救急搬送されて、緊急手術が行われるか、精密検査によりようやく本当の原因が分かるというパターンが多い（この辺りが「放っておくと大変なことになりますよ」）。そしてその後、「治療の甲斐無く、帰らぬ人となってしまったのです…」や「一命を取り留めた」「リハビリをしている」「発見が早期だったため回復した」などという結果・現状に至る。放送初期はほとんどが死に至るケースで一命をとりとめた場合でも障害が残ってしまうことが多かったが、放送後期は回復傾向など明るい方向へ向かう場合が多くなっている。また、死亡の場合は基本的に享年も表示されている。
- また病名発表前、あるいは入院前に死亡の場合のVTRは病気になってしまった人が家族や職場の同僚等、親しい人の眼前、突然死というケースが多い。また、孤独死で発見された例もあった。それに対して病名発表後、あるいは入院後に死亡の場合のVTRは病院の病室・手術室または霊安室などのベッドの上に仰向けに寝た状態で死亡というケースが多い。病室の場合、医師、看護師が一礼して退出後、家族や職場の同僚が周囲で泣き崩れていることもある。また、すでに仏壇に遺影となっていることもある（後者は症例が癌の場合に特に多く見られる）。
- この後、本当の病名とどういう病気かの解説、リスクファクター等や見逃していた特徴的な点についての説明がある。
- 発症者に多い又はリスクファクターとして認知されている性格や習慣（喫煙、掃除がおろそか、短気など）が盛り込まれていることが多いが、スティーブンス・ジョンソン症候群など原因が全く判明していないために予防の難しいものや炎症性乳癌のように早期発見ができても生存・治癒が極めて難しいものもしばしば存在する。
- ありがちな症状と違う特徴的な点（いつまでも鼻水が止まらない、痛みの発生状況が食後すぐに限られるなど）は必ず盛り込まれ、強調されている。
- 体の中で変化している様子はCGによって描かれている。
- VTRの最後には症状の画面と来宮のアナウンスで、「あなたは最近、○○が○○していませんか？」「○○がひどくはありませんか？」「そして何より、たかが○○だと軽くはみていませんか？」などといった注意喚起をし、「そのまま放っておくと、大変なことになりますよ」と述べて締めくくる。ただし、その逆のパターンもあり、物の使い方を守れなかったことで恐ろしい結果になりかねない病気は「（いつまでも）そんなことをしていると、大変なことになりますよ」と締めくくることがあった（その他にも「そんなことばかりしていると、大変なことになりますよ」「それらを歳のせいにしていると、大変なことになりますよ」「むやみに体を鍛えていると、大変なことになりますよ」「甘く考えていると、大変なことになりますよ」「軽く考えていると、大変なことになりますよ」「そんなことを続けていると、大変なことになりますよ」などがある）。なお、このような恐怖感をあおる演出は後継番組以降は控えめとなったが、『名医とつながる!たけしの家庭の医学』最終回のラストにおいて「大変なことになりますよ」の演出が復活している。

## メディカル・ホラー・チェック
- 病気のテーマごとにスタジオのゲスト患者に事前に問診や検査を受けてもらい、その検査結果などから病気にかかる危険性の低い患者からランキング形式で発表する（病気によっては発表のない場合もある）。
- 体力などが関係する病気の場合は検査を番組中などに行うこともある。その場合はたけし院長も参加させられる。
- ランキングのタイトルは基本的には「○○病になりやすい人ランキング」や「○○が悪い（ひどい）人ランキング」などであるが、時々「子供の安全を守れないダメな親ランキング」「衛生管理が出来てない汚い人ランキング」などというタイトルになったりする事もある（子供の場合は薬剤、衛生管理の場合は部屋の中で繁殖しているカビ・口の中の細菌などがある）。
- 発表した中で特に注意が必要なゲスト患者は「レッドゾーン」と診断され、VIP患者席に座らされて医師からの診察を受ける。ここで「スペシャル・ホラー・チェック」（大抵はスタジオで再検査する）がでることがある。また、まれに後述のような｢ブラックゾーン｣や｢イエローゾーン｣と診断されることもある。
- レッドゾーン発表前にはBGMとして怖さを演出するために、日本映画『リング』の主題歌であるHIIHの『feels like 'HEAVEN'』が流れる。中盤からは効果音などのアレンジした主題歌が流れた。また、個別にレッドゾーンを告知する場合も有り、その場合は先のBGMは流れない。
- 該当者がいない場合にはモニターに「該当者なし」の文字が表示されると共にファンファーレが流れるが、このファンファーレは前番組『世界痛快伝説!!運命のダダダダーン!Z』で正解時やトップ賞発表時に使われていたものを流用している。
- 「レッドゾーン」に入るのは大抵最も危険度の高い1位のゲスト患者であるが医師の裁量（検査で出された数値は高いが、収録時点で既に治療中の段階であるなど）により1位が外れることもあったり、さほど危険度の高くないゲスト患者でも「レッドゾーン」に入ることがある。通常は発表されたランキングの1〜3位のゲストを主に1〜3人が入るが、たまにゲストの過半数が入ることもある。渡辺が「全員該当する場合もあります」と言っていることから理論上7人（組）全員入る可能性もあるが、ゲスト患者全員が入ったのはこれまでに一度だけ（下記「ブラックゾーン」含む・後述）である。
- 滅多にないが｢レッドゾーン｣だけでなく、「レッドゾーン」の患者よりもさらに結果が深刻な場合や「スペシャル・ホラー・チェック」の結果次第では｢ブラックゾーン｣と診断されるゲスト患者が出てくることもある（既に「レッドゾーン」と診断されているゲスト患者だけでなく、「レッドゾーン」に入らなかったゲスト患者も含む）。
- 「レッドゾーン」はスペシャル番組の時とレギュラーに進出した当初、「○○で死んでしまうかもしれないゲスト」という名前で発表していたが途中「レッドゾーン」に名前を変える。
- これも滅多にないが「レッドゾーン」、「ブラックゾーン」だけでなく「イエローゾーン」と診断されるゲストでてくることもある。イエローゾーンは、レッドゾーンの前段階の注意である。イエローゾーンになると、名前が黄色くなるが、レッドゾーンのように、VIP患者席に移動する必要はない。
- なお番組がきっかけで病気が見つかり手術した例も存在しており、中でも高畑淳子は番組収録後に眼科で眼瞼下垂と診断され後日に手術をしその後復帰した。
- 前宮崎県知事の東国原英夫がタレント「そのまんま東」として出演していた時はほぼ毎回レッドゾーンに入ってしまい、「不健康｣のイメージがついてしまっている。一度ガダルカナル・タカがレッドゾーンに入ったが追加要因として姿勢の悪さを隠し撮りしたときに悪かったため、同じく悪かった国生さゆり、西川かの子と一緒に追加レッドゾーンとなった。だがタカはすでにレッドゾーン行きしているため、新しく「ブラックゾーン」に入ることになった。

## VIP患者席
- 医師の話を優先的に聞けるように、「メディカル・ホラー・チェック」でレッドゾーン入りしたゲスト患者が座らされる席。檻のような扉とドクロのオブジェで構成される。白煙とともに登場することもある。なおドクロのオブジェは当初は注射器を持っていなかった（エンディングを参照。しかし、最近ではエンディングの映像を撮りなおしたのか注射器を持っている）。なお、これが｢お見合い席｣と唱えるゲスト患者もいた。
- 2005年8月9日放送（この日は子供が気をつける病気を取り上げていた）では「ダメ親席」として登場した。
- 2005年9月20日放送の芸能人症例スペシャルと同年12月20日放送の芸能人症例スペシャル2では「要注意患者席」という名前で登場。また同年11月15日放送の応急処置スペシャルでは、心肺蘇生テストで失格したゲストを乗せて「教育的指導シート」として登場した。
- 2006年1月10日放送のガン撲滅スペシャルでは、「要検査患者席」として登場。胃ガン・大腸ガン問診でレッドゾーン判定されたゲスト患者が東京都江東区にある癌研究会有明病院にて精密検査を受けた。その際、席が患者を乗せたままスタジオ奥に退場するエフェクトがあった。
- 2006年3月21日放送の3時間スペシャルの第1部「本当は怖い家庭料理スペシャル」では松村邦洋、西尾季隆（丁半コロコロ）、内山信二の3人（別名「コレステローラーズ」）がVIP患者席に乗って登場した（この日は2部構成で、第2部として「本当は怖い薬の飲み方スペシャル」も放送された）。
- レギュラー回では2004年7月13日放送・2006年8月15日放送・2009年9月1日放送で6人、2008年2月19日放送ではとうとう番組史上初のゲスト患者全員の8人がレッドゾーン以上となった（うち2人は「ブラックゾーン」と相成った）。
- スペシャル回では2006年12月19日放送で番組史上最多の10人がレッドゾーンに入った。

## 収録版権BGM
- オーメン
- ブラック・ジャック
- クロックタワー3
- バイオハザード
- モンスターハンター
- リング

## ゲスト患者
ほとんどのゲスト患者は隔週で出演することが多い。特にたけし軍団のメンバーや、肥満体といった見た目が不健康そうなタレント（内山信二・松村邦洋・伊集院光など）が出演することが多かった。

## スタッフ
- 構成：中野俊成、山名宏和、武田浩、木村仁、司透
- 企画ブレーン：関秀章
- リサーチ：インスティテュート・ワープ
- テーマ音楽：梅堀淳
- スタジオ技術：ニユーテレス
- 技術プロデュース：深谷高史
- 美術プロデュース：柴田慎一郎
- セットデザイン：きくちまさと
- 音効：大山豊、岡戸久幸、田中健
- ＣＧデザイン：NAKED INC.
- 編成：石橋義史（ABC）
- 番組宣伝：多田香奈子（ABC）
- デスク：上野陽子（ユーコム）
- ＡＰ：小林大剛・中東昌子（ユーコム）
- ディレクター：坂本克仁・上野潤也・加藤秀章・長谷川賢吾・奥田朋之・津坂健一・晴山和弘・下村泰之・井上学・名古屋陵・関口豊（ユーコム）、吉田有志（エフロ）、ながさわ勝（tcj）、加藤伸一（アズバーズ）
- 演出：柴田昌彦・丸山淳也・石原圭祐・稲垣哲也・津田克久・伊原律（ユーコム）、瀧島光人（プロジェクト ドーン）
- 総合演出：鈴木コーイチ（ユーコム）
- プロデューサー：辻史彦・佐々木聰子・吉本貴雄（ABC）、菊池俊一・竹下やすし（ユーコム）
- チーフプロデューサー：井口毅（ABC）
- 協力：ABCリブラ
- 技術協力：IMAGICA、SPOT／権四郎、ジオスタッフ、竜頭、クリア、阿吽、アートプラザ、スタジオヴェルト、ビームテレビセンター
- 美術協力：フジアール
- 収録スタジオ：TMC 砧スタジオ（2006年3月まではレモンスタジオ）
- 制作協力：オフィス北野 ／ アズバーズ、tcj、日本映像教育社、エフロ
- 制作：朝日放送（ABC）、ユーコム（2009年3月まではテレコムスタッフ）

### 過去のスタッフ
- チーフプロデューサー：今村俊昭（ABC）
- プロデューサー：岩田潤・柴田聡・田中和也・小川隆弘（ABC）
- 演出：山本芳宣
- 編成：津川英子・飯田新・小林正太郎（ABC）
- 番組宣伝：森本美穂・高内三恵子・太田充彦・荒木拓人（ABC）
- 営業：関藤智明（ABC）
- デスク：中村美恵（ABC）
- マルチモニター：佐藤隆広（マルチバックス）
- 音効：上口昭雄、大庭望
- 技術協力：ジャパンヴィステック（ハイビジョン化以前）

## ネット局・放送時間
| 放送地域       | 放送局                       | 系列           | 放送日時           | ネット状況 |
| -------------- | ---------------------------- | -------------- | ------------------ | ---------- |
| 近畿広域圏     | 朝日放送テレビ（ABCテレビ）  | テレビ朝日系列 | 火曜 20:00 - 20:54 | 【制作局】 |
| 関東広域圏     | テレビ朝日（EX）             | テレビ朝日系列 | 火曜 20:00 - 20:54 | 同時ネット |
| 北海道         | 北海道テレビ（HTB）          | テレビ朝日系列 | 火曜 20:00 - 20:54 | 同時ネット |
| 青森県         | 青森朝日放送（ABA）          | テレビ朝日系列 | 火曜 20:00 - 20:54 | 同時ネット |
| 岩手県         | 岩手朝日テレビ（IAT）        | テレビ朝日系列 | 火曜 20:00 - 20:54 | 同時ネット |
| 宮城県         | 東日本放送（KHB）            | テレビ朝日系列 | 火曜 20:00 - 20:54 | 同時ネット |
| 秋田県         | 秋田朝日放送（AAB）          | テレビ朝日系列 | 火曜 20:00 - 20:54 | 同時ネット |
| 山形県         | 山形テレビ（YTS）            | テレビ朝日系列 | 火曜 20:00 - 20:54 | 同時ネット |
| 福島県         | 福島放送（KFB）              | テレビ朝日系列 | 火曜 20:00 - 20:54 | 同時ネット |
| 長野県         | 長野朝日放送（abn）          | テレビ朝日系列 | 火曜 20:00 - 20:54 | 同時ネット |
| 新潟県         | 新潟テレビ21（UX）           | テレビ朝日系列 | 火曜 20:00 - 20:54 | 同時ネット |
| 静岡県         | 静岡朝日テレビ（SATV）       | テレビ朝日系列 | 火曜 20:00 - 20:54 | 同時ネット |
| 石川県         | 北陸朝日放送（HAB）          | テレビ朝日系列 | 火曜 20:00 - 20:54 | 同時ネット |
| 中京広域圏     | 名古屋テレビ（メ〜テレ/NBN） | テレビ朝日系列 | 火曜 20:00 - 20:54 | 同時ネット |
| 広島県         | 広島ホームテレビ（HOME）     | テレビ朝日系列 | 火曜 20:00 - 20:54 | 同時ネット |
| 山口県         | 山口朝日放送（yab）          | テレビ朝日系列 | 火曜 20:00 - 20:54 | 同時ネット |
| 香川県・岡山県 | 瀬戸内海放送（KSB）          | テレビ朝日系列 | 火曜 20:00 - 20:54 | 同時ネット |
| 愛媛県         | 愛媛朝日テレビ（eat）        | テレビ朝日系列 | 火曜 20:00 - 20:54 | 同時ネット |
| 福岡県         | 九州朝日放送（KBC）          | テレビ朝日系列 | 火曜 20:00 - 20:54 | 同時ネット |
| 長崎県         | 長崎文化放送（ncc）          | テレビ朝日系列 | 火曜 20:00 - 20:54 | 同時ネット |
| 熊本県         | 熊本朝日放送（KAB）          | テレビ朝日系列 | 火曜 20:00 - 20:54 | 同時ネット |
| 大分県         | 大分朝日放送（OAB）          | テレビ朝日系列 | 火曜 20:00 - 20:54 | 同時ネット |
| 鹿児島県       | 鹿児島放送（KKB）            | テレビ朝日系列 | 火曜 20:00 - 20:54 | 同時ネット |
| 沖縄県         | 琉球朝日放送（QAB）          | テレビ朝日系列 | 火曜 20:00 - 20:54 | 同時ネット |
| 富山県         | 北日本放送（KNB）            | 日本テレビ系列 | 水曜 9:55 - 10:50  | 遅れネット |
| 鳥取県・島根県 | 日本海テレビ（NKT）          | 日本テレビ系列 | 木曜 16:00 - 16:53 | 遅れネット |

- ネット局の中には再放送を行っている局もあった。
- 番組開始前の19:54 - 20:00には、直前番組として『今夜の家庭の医学』が放送される。これは当日の放送内容に関した簡単なチェックを行うものである。直前番組を放送する局では、新聞のテレビ欄には便宜上、直前番組を含めて19:54からの放送と記載される（このため番組予約のGコードは8桁になる）。但し番組制作局である朝日放送では同じ時間に『美味彩菜』（関西ローカル）を放送しているため、この直前番組は裏送りという扱いになる。なお2006年4月からは関東地区、北海道地区のみで放送。なお19時台からの2時間スペシャル・3時間スペシャルは、19:00開始のケースと19:00 - 19:04に（『今夜の家庭の医学』に準じたミニ枠である）「みどころ」枠を本編とは別途設定の上19:04開始のケースがある。後者の場、朝日放送では「みどころ」枠を放送せず、『美味彩菜』に充てて「みどころ」枠を系列局に裏送りする場合と本番組の終了後に『美味彩菜』を放送する場合とがある（2009年3月17日の3時間版は後者で対応し、『美味彩菜』を20:48開始）。このためテレビ朝日制作の特番と異なり、本編自体は飛び乗りとならない。

- 過去のネット局 
  - 宮崎放送（MRT・宮崎県）（TBS系列 / 月曜日15:00 - 15:55に放送していた。2005年9月12日を最後に打ち切り。後継番組の「たけしの健康エンターテインメント!みんなの家庭の医学」では2012年9月17日(敬老の日)に単発番組として放送された）
- 世界での放映局
  - 國興衛視（中華民国）タイトル「最終警告！北野武的 恐怖的家庭醫學」

## 逸話

### 演出について
- 次回予告時に流れるエンディング曲も番組内の挿入曲と同様にクラシック音楽であったが2006年から邦楽が使用されるようになった。
- エンディングの形式は一貫して、次回予告の後にたけしが「そのまま放って置くと、大変な事になりますよ」と言って後ろを振り向き去っていきそのまま提供クレジットに入る形となっていた。この映像は番組開始当初からずっと変わっておらず、放送開始から数回でたけしが髪を金髪にしたがこの映像のみ黒髪のままであった（現在は黒髪に戻している）。
- レッドゾーンの該当者がVIP患者席に入る際に、たけしが「○○みたいだ」（「三世代住宅」、「ぼったくりバーの犯人」など）などといじる場合がある。

### 内容について
- 基本的にレッドゾーンに該当しVIP患者席に送られることは嫌がられているが、詳細を聞いて該当者が嫌がらなかったり該当しない方が嫌がられた例外も（2004年7月13日・2008年2月26日等）ある。
- スキルス胃癌の権威として、泉ピン子の夫（武本ホーム・ドクター・クリニック院長・武本憲重）が2度出演している。
- 2004年11月30日の1本目の症例の再現VTRにて、眼窩膿瘍で右目を失明してしまうサラリーマンを元チャイルドマシーンの山本吉貴が演じていた。
- 2007年4月3日の放送に出演した山田邦子が取り上げられた自己検診法を実践した際に乳癌が発覚。手術により摘出し2007年7月10日の放送回で詳細を語った。
- 2008年2月19日の放送でゲスト患者全員がレッドゾーン以上になった際はVIP患者席が定員オーバーとなったため、扉は閉めずトータルテンボスが階段の前に座った状態となった。
- メディカルホラーチェック以外の時でもたけしが何らかの発言をした時にレッドゾーン表示がされることが稀にある（例として2005年2月15日の放送でたけしが人生レッドゾーンと言った際に画面下に【人生レッドゾーン】と表示された事が挙げられる）。

### その他
- 番組公式サイトではレギュラー放送開始からの症例VTR（文書で説明したもの）や一部の診断内容のアンケート、特番時の特別企画など放送内容がこと細かく掲載されている。一度だけ、放送前に次回の放送回の症例を掲載したことがある。
- 番組で取り上げた症例を収録した書籍が幻冬舎から現在2冊発売されている（後述）。
- 2008年6月24日から7月8日の3週間はABC社屋移転などの関係上、本番組は休止され、同年7月1日に放送された『一攫千金ヤマワケQ! "責任者はお前だ!"4』など3週分の代替番組が放送された。

## 書籍
症例VTRが漫画で描かれている（作画：筆吉純一郎）。また、製作者は「番組制作スタッフ」名義になっている。
1. ISBN 978-4-344-00771-0（2005年4月22日）
2. ISBN 978-4-344-01347-6（2007年6月26日）